# Медлемгор, Алекс
Александур "Алекс" Медлемгор (фар. Alexandur "Alex" Mellemgaard; род. 27 ноября 1991 года в Торсхавне, Фарерские острова) — фарерский футболист, игрок клуба «Б68».

## Клубная карьера
Алекс является воспитанником академии «АБ» из Арджира. Игрок ворвался в основу «бордовых» в 16-летнем возрасте и помог им подняться в премьер-лигу, сыграв 19 матчей в розыгрыше первого дивизиона 2008 года. В том же сезоне Алекс забил первый мяч в карьере, поразив ворота «НСИ II» 27 сентября. 17 мая 2009 года состоялся его дебют в высшей фарерской лиге, это была встреча с «ЭБ/Стреймур». Алекс выступал за «АБ» на протяжении 5 сезонов, приняв участие в 97 матчах фарерских лиг и забив в них 23 гола. В 2013 году он взял паузу в карьере, чтобы закончить получение высшего образования (по специальности менеджера по продажам).
В 2014 году Алекс стал игроком столичного «Б36». В первые два сезона в стане «чёрно-белых» он выигрывал чемпионат Фарерских островов, а в 2018 и 2021 годах игрок брал с ними Кубок Фарерских островов. За 8 сезонов в коллективе из Торсхавна Алекс сыграл в 150 матчах фарерской премьер-лиги, забив 20 мячей. В 2022 году игрок во второй раз приостановил карьеру, причиной стали семейные обстоятельства. Осенью он вернулся в «Б36» и за остаток сезона провёл 2 игры, после чего покинул клуб.
Новой командой Алекса стал «Б68», о чём было объявлено сразу после завершения сезона-2022. Игрок дебютировал за неё 3 марта 2023 года в поединке с «ХБ» в рамках премьер-лиги.

## Международная карьера
Первый вызов в национальную сборную Фарерских островов Алекс получил в 2014 году, заменив травмированного Ари Йонссона в заявке на матчи против сборных Северной Ирландии и Венгрии. Однако его дебют в составе национальной команды состоялся только 25 марта 2018 года: игрок целиком отыграл встречу со сборной Лихтенштейна.

## Достижения
«Б36»
- Чемпион Фарерских островов (2): 2014, 2015
- Обладатель Кубка Фарерских островов (2): 2018, 2021